# Faiano
Faiano è una località facente parte del comune di Pontecagnano Faiano, in provincia di Salerno, situata a 4 km da Pontecagnano propriamente detta.

## Geografia fisica
Faiano sorge in collina, sulla strada che da Pontecagnano conduce a Montecorvino Pugliano (a 5 km) ed alla frazione Santa Tecla, a ridosso dei Monti Picentini e del loro parco regionale. La frazione pontecagnanese più vicina è S.Antonio, ad 1,5 km sud, ed il centro del paese è rappresentato dalla locale Piazza Garibaldi. Dal centro di Salerno dista circa 12 km, da Battipaglia 10, da Giffoni Valle Piana 8. Con quest'ultima è collegata con una strada secondaria che attraversa la frazione giffonese di Ornito. Faiano si estende su varie zone e ce ne sono due principali, la zona alta e la zona bassa fino a terra delle monache, donata da Salerno al feudo di Faiano. Nella zona alta c'è il centro che e contigua alla zona più alta del paese cioè Acquara (chiamata così per via che scavando il terreno esce acqua in poca profondità) la zona bassa e caratterizzata dalle due frazioni Baroncino e Trivio Granata (casa boccia) dove è ubicato il castello Moscati, il primo podestà nonché il vero fondatore del comune di Pontecagnano Faiano.

## Origini del nome
L’origine del nome deriva dall’albero del Faggio, che in un arcaismo del dialetto locale, era detto “fajo”, e che fa riferimento ad una faggeta.

## Storia
Faiano è un paese molto ricco di acque, e vanta la presenza sul proprio territorio di una sorgente denominata "Sette Bocche"; essa è una sorgente la cui acqua, di tipo calcica-magnesiaca dal sapore leggermente frizzante, sgorga da 7 punti ravvicinati ma diversi. La leggenda vuole che da ogni bocca, l'acqua che ne fuoriesce abbia un sapore diverso e quindi delle proprietà chimiche diverse. Anche la sorgiva acqua fetente che sotto il feudo di Faiano, apparteneva al borgo ma poi con l'avvento dei Borboni il feudo fu cacciato e Faiano passò a Montecorvino, infatti alcune zone sono rimaste al comune di Montecorvino, oggi l'Acqua fetente è la linea di confine tra i due comuni. Anche se la sorgiva acqua fetente è sotto il comune di Pugliano dai forestieri e dai Faianesi la zona è riconosciuta come Faiano e non Santa Tecla
Dal punto di vista strettamente storico altra importante nota è quella della presenza di un monastero benedettino, cui è contigua alla chiesa di San Benedetto.
Il giorno 4 settembre 1999 è stato inaugurato, a Faiano, il seminario metropolitano della diocesi di Salerno-Campagna-Acerno che si è concretizzato con la visita inaugurale di papa Giovanni Paolo II. Negli ultimi 5-7 anni la popolazione è quasi raddoppiata per via della crescita esponenziale della zona bassa del paese che ha portato ad oltre 5 000 abitanti il borgo di Faiano.

## Monumenti e luoghi d'interesse

### Architetture religiose
- Chiesa di San Benedetto in Faiano (fine 1700)
- Chiesa di Santa Maria degli Angeli (rudere)
- Chiesa di San Giuliano (rudere)
- Cappella della Madonna che scioglie i nodi
- Cappella Bracale
- Seminario Arcivescovile

### Conventi
- Convento benedettino

### Monumenti
- Monumento ai Caduti (in Piazza Garibaldi)
- Monumento ad Arena e Pizzuto (in Piazza Garibaldi)
- Monumento alle armate inglesi ed americane (in Piazza Cavaliere Domenico Gaudino)
- Fontanone Monumentale
- Fontana di San Benedetto

### Siti d'interesse vario
- Acquafetente
- Settebocche
- Bosco di San Benedetto
- Castello Moscati
- Mulino Califano
- Difesa Conforti

## Infrastrutture e trasporti
Lo svincolo autostradale più vicino a Faiano si trova a tre chilometri ed è quello di Pontecagnano sull'A3 Napoli-Salerno-Cosenza-Reggio Calabria. La stazione ferroviaria più vicina, a circa cinque chilometri, è quella di Pontecagnano, sulla linea Salerno-Reggio Calabria. Ad otto chilometri di distanza dal centro ed in direzione Bellizzi, nella frazione pontecagnanese di Picciola, sorge l'Aeroporto di Salerno-Pontecagnano. Il collegamento tra i due principali centri nonché capoluoghi del comune viene effettuata dal Busitalia Campania, 51-52 totalmente esenti dal pagamento offerti dal comune, visto che le infrastrutture e l'asl sono ubicate a Pontecagnano.

## Galleria d'immagini

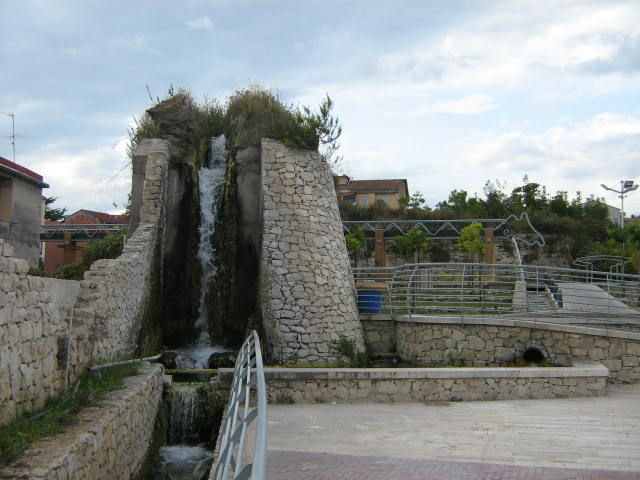
Parco nel centro del paese
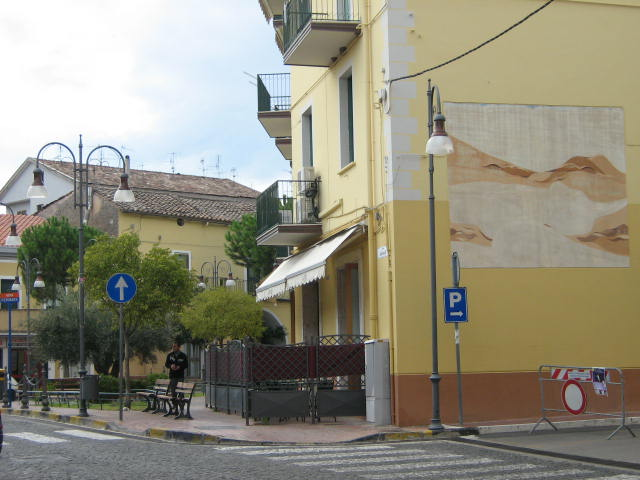
Piazza Garibaldi
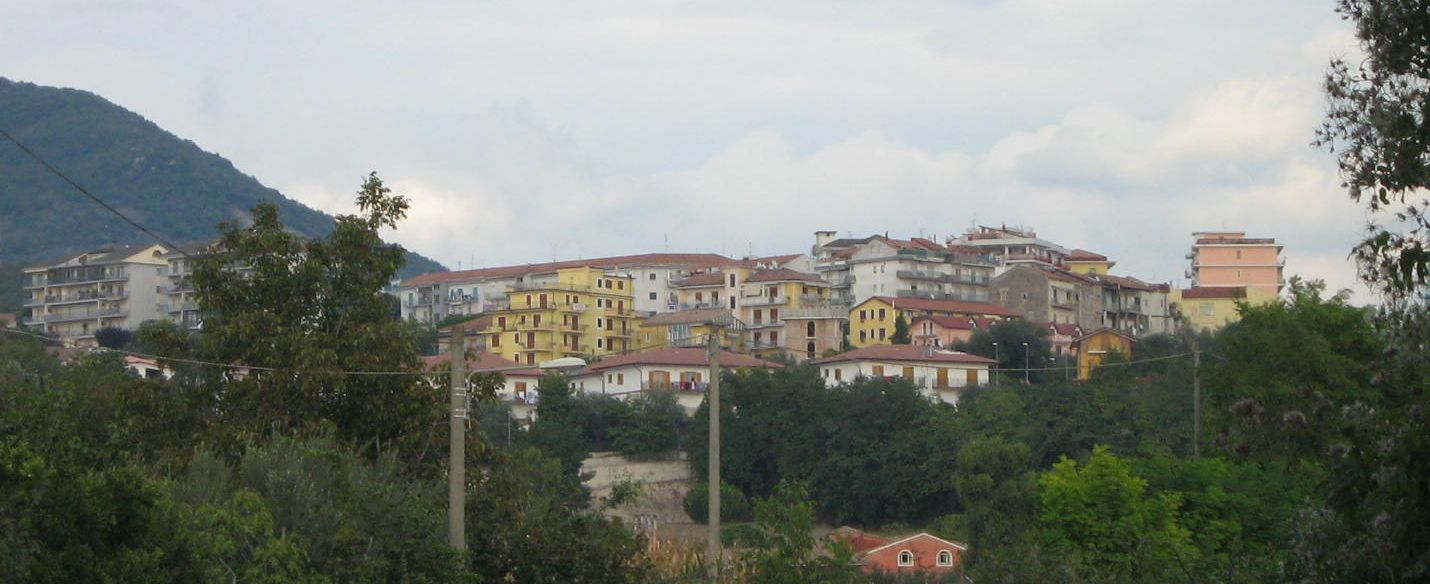
Veduta del paese